# کلسیم برومات
کلسیم برومات (به انگلیسی: Calcium bromate) با فرمول شیمیایی Ca(BrO۳)۲ یک ترکیب شیمیایی با شناسه پاب‌کم ۶۱۴۷۸ است. که جرم مولی آن ۲۹۵٫۸۸۲۴ g/mol می‌باشد. 